# Regelmäßiges Verb
Ein regelmäßiges Verb (regelmäßiges Zeitwort) ist ein Verb, dessen Beugungsformen vollständig mit den üblichen Grammatikregeln aus der Nennform abgeleitet werden können. Ist dies nicht der Fall, spricht man von einem unregelmäßigen Verb. Alle natürlichen Sprachen weisen eine (variierende) Anzahl von unregelmäßigen Verben auf.
Bei der einfachsten Form der Regularität existiert nur eine Verbalklasse, eine einzige Stammform und ein Satz von Regeln zur Bildung der finiten Flexionsformen. In komplexeren Verbalsystemen können mehrere Flexionsklassen, mehrere Stammformen und mehrere Arten von Regeln vorkommen.
Welche von mehreren Klassen als regelmäßig bezeichnet wird, hängt in der Regel von ihrer Größe ab. Tendenziell wird die Klasse mit den zahlreichsten Mitgliedern als regelmäßig bezeichnet, selbst wenn die Verben statistisch gesehen weniger frequent sind.

## Psycholinguistik
In der Psycholinguistik ist von Interesse, wie regelmäßige und unregelmäßige Verben vom Menschen verarbeitet werden. Bei Kleinkindern kann beobachtet werden, dass sie oft unregelmäßige Verben nach regelmäßigen Mustern flektieren, was zu Fehlern wie geesst statt gegessen führt. Dies ist ein Hinweis darauf, dass Kinder außerhalb der Schule die Grammatik einer Sprache tatsächlich nicht anhand von Regeln erlernen, sondern (meist nur unbewusst) beobachtete Muster (Regeln) verallgemeinern und erst später neue Muster beobachten und hinzufügen.
Deshalb wird es im modernen Fremdsprachenunterricht zunehmend unterlassen, z. B. im Englischen die auch von allen Kleinkindern zunächst benutzte Form she work zu she works zu korrigieren, da dies das Erlernen der wichtigeren Verwendungen der Endung s als Zeichen des Plurals (dads) und Genitivs (dad's) stört. Alle Kleinkinder, auch solche, deren Eltern sie korrigieren, benutzen zuerst die Formen two dads, dad chair, she work. Erst wenn dieser Gebrauch stark befestigt ist, wird die Form dad's chair zusätzlich benutzt. Als letztes wird die Form she works zusätzlich benutzt. Diese schon vor Jahrzehnten gewonnene Erkenntnis der Linguistik ist jedoch den meisten Lehrern weiterhin unbekannt.

## Regelmäßige Verben im Deutschen
In der Grammatik des Deutschen werden die regelmäßigen Verben meistens mit den schwachen Verben gleichgesetzt. Sie zeichnen sich durch die Art der Bildung ihrer Stammformen für das Präteritum und Partizip II aus. Bei schwachen Verben dient das Suffix {-t-} als Kennzeichen für das Präteritum. Jegliche Personalendung (siehe Person) tritt als Endung dahinter.
Beispiele:
- Infinitiv: kauf-en → 1./3. Person, Singular, Präteritum: kauf-t-e
- Infinitiv: lern-en → 1./3. Person, Singular, Präteritum: lern-t-e
- Infinitiv: sag-en → 1./3. Person, Singular, Präteritum: sag-t-e
- Infinitiv: befrei-en → 1./3. Person, Singular, Präteritum: befrei-t-e

Für die Bildung des Partizips Perfekt gilt bei den schwachen Verben, dass als Dentalsuffix {-t} an den Wortstamm gehängt wird. Vor den Wortstamm wird außerdem das Präfix {ge-} gesetzt. Dies entfällt bei Verben fremder Herkunft, die auf -ieren enden.
Besitzt das Verb eine Vorsilbe (Präfix), entfällt bei Betonung des Wortstamms das Präfix {ge-} und bei Betonung der Vorsilbe wird das Infix {-ge-} genutzt.
Beispiele:
- mit dem Präfix {ge-}
  - Infinitiv: unk-en → Partizip II  ge-unk-t
  - Infinitiv: setz-en → Partizip II ge-setz-t
  - Infinitiv: glaub-en → Partizip II ge-glaub-t
- ohne das Präfix {ge-}
  - Infinitiv: ver-such-en → Partizip II ver-such-t
  - Infinitiv: be-weg-en → Partizip II be-weg-t
  - Infinitiv: ent-leer-en → Partizip II ent-leer-t
  - Infinitiv: pass-ier-en → Partizip II pass-ier-t
- mit dem Infix {-ge-}
  - Infinitiv: ab-sag-en → Partizip II ab-ge-sag-t
  - Infinitiv: auf-führ-en → Partizip II auf-ge-führ-t
  - Infinitiv: aus-frag-en → Partizip II aus-ge-frag-t

Die Regelmäßigkeit der Stammformbildung bei den schwachen Verben wird lediglich durch die Ausnahmen bezüglich des Präfixes im Partizip unterbrochen.
Die Anzahl der regelmäßigen Verben übertrifft diejenige der unregelmäßigen deutlich. Neubildungen und Entlehnungen gehen fast immer als regelmäßige Verben in die deutsche Sprache ein (vgl. chillen, bomben, recherchieren, röntgen usw.). Trotz ihrer quantitativen Überlegenheit sind sie in Texten seltener anzutreffen als starke Verben, denn gerade viele der häufig gebrauchten Verben sind stark.